# П'єр-Жан Пельтьє
П'єр-Жан Пельтьє  (фр. Pierre-Jean Peltier, 20 травня 1984) — французький веслувальник, олімпійський медаліст.

## Виступи на Олімпіадах
| Олімпіада  | Дисципліна     | Місце |
| ---------- | -------------- | ----- |
| Пекін 2008 | четвірка парна | 3     |